# Montmérac
Montmérac est une commune nouvelle du Sud-Ouest de la France située dans la Charente, en région Nouvelle-Aquitaine. Elle est issue du regroupement des deux communes de Lamérac et de Montchaude le 1er janvier 2016.

## Géographie

### Communes limitrophes
| Saint-Ciers-Champagne (Charente-Maritime) | Guimps, Barret | Barbezieux-Saint-Hilaire |
| Saint-Maigrin (Charente-Maritime)         | Montmérac      | Reignac                  |
| Baignes-Sainte-Radegonde                  | Touvérac       | Le Tâtre                 |

## Urbanisme

### Typologie
Au 1er janvier 2024, Montmérac est catégorisée commune rurale à habitat dispersé, selon la nouvelle grille communale de densité à 7 niveaux définie par l'Insee en 2022.
Elle est située hors unité urbaine. Par ailleurs la commune fait partie de l'aire d'attraction de Barbezieux-Saint-Hilaire, dont elle est une commune de la couronne,. Cette aire, qui regroupe 25 communes, est catégorisée dans les aires de moins de 50 000 habitants,.

### Risques majeurs
Le territoire de la commune de Montmérac est vulnérable à différents aléas naturels : météorologiques (tempête, orage, neige, grand froid, canicule ou sécheresse) et séisme (sismicité faible). Un site publié par le BRGM permet d'évaluer simplement et rapidement les risques d'un bien localisé soit par son adresse soit par le numéro de sa parcelle.

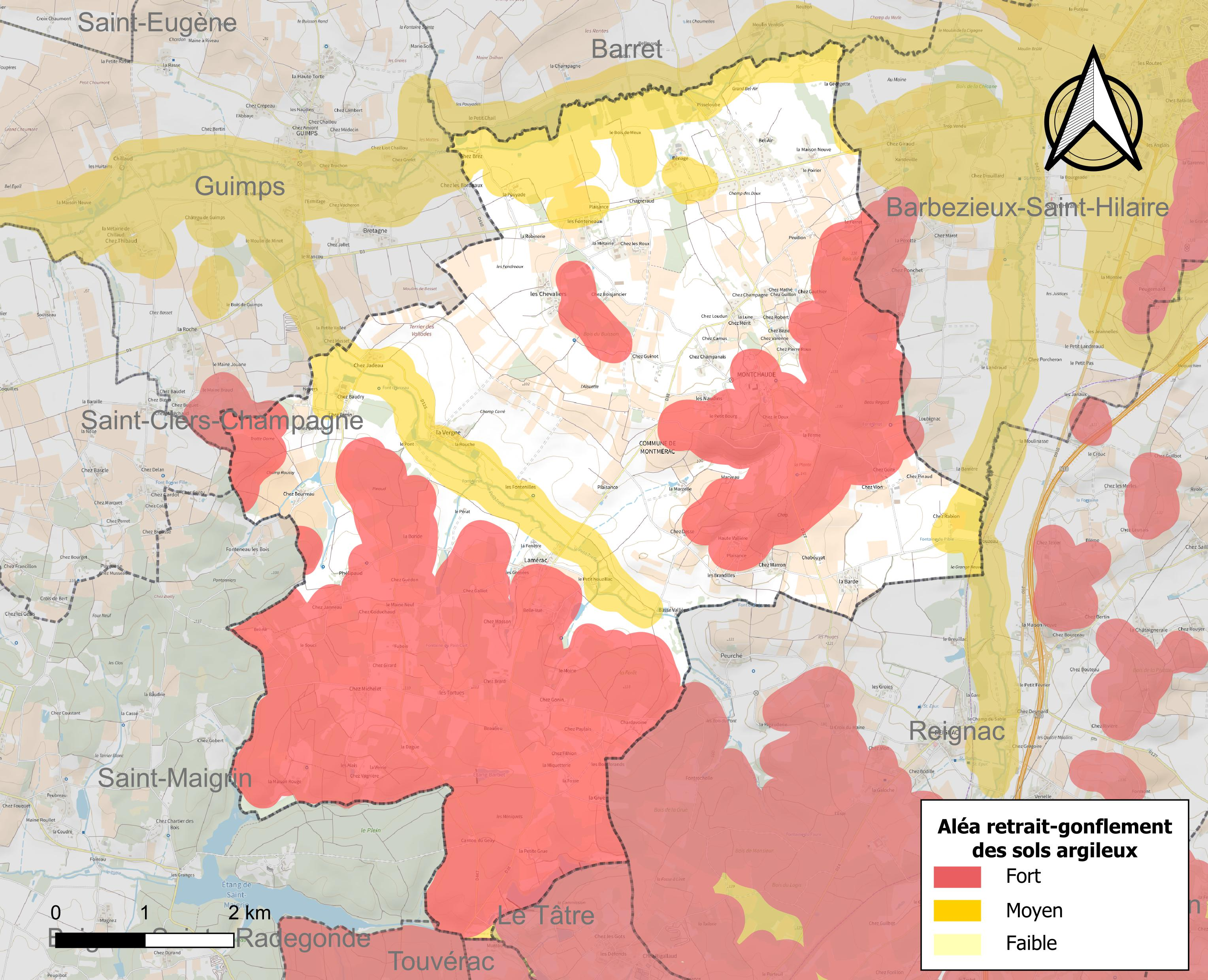
Carte des zones d'aléa retrait-gonflement des sols argileux de Montmérac.

Le retrait-gonflement des sols argileux est susceptible d'engendrer des dommages importants aux bâtiments en cas d’alternance de périodes de sécheresse et de pluie. 58,1 % de la superficie communale est en aléa moyen ou fort (67,4 % au niveau départemental et 48,5 % au niveau national). Sur les 384 bâtiments dénombrés sur la commune en 2019, 180 sont en aléa moyen ou fort, soit 47 %, à comparer aux 81 % au niveau départemental et 54 % au niveau national. Une cartographie de l'exposition du territoire national au retrait gonflement des sols argileux est disponible sur le site du BRGM,.
Par ailleurs, afin de mieux appréhender le risque d’affaissement de terrain, l'inventaire national des cavités souterraines permet de localiser celles situées sur la commune.
La commune a été reconnue en état de catastrophe naturelle au titre des dommages causés par les inondations et coulées de boue survenues en 1982 et 1999. Concernant les mouvements de terrains, la commune a été reconnue en état de catastrophe naturelle au titre des dommages causés par la sécheresse en 2011 et par des mouvements de terrain en 1999.

## Toponymie
Le toponyme est formé sur le mot-valise formé sur les noms des deux communes, Montchaude et Lamérac, décidé entre les deux municipalités fin décembre 2015. Mais une partie de la population préfère nommer la commune Montchaude-Lamérac ou Lamérac-Montchaude.

## Histoire
La nouvelle commune est effective depuis le 1er janvier 2016, entraînant la transformation des deux anciennes communes en « communes déléguées » et dont la création a été entérinée par l'arrêté du 10 décembre 2015.

## Administration
| Nom                | Code Insee | Intercommunalité         | Superficie (km2) | Population (dernière pop. légale) | Densité (hab./km2) |
| ------------------ | ---------- | ------------------------ | ---------------- | --------------------------------- | ------------------ |
| Montchaude (siège) | 16224      | CC des 4B - Sud-Charente | 14,18            | 540 (2013)                        | 38                 |
| Lamérac            | 16179      | CC des 4B - Sud-Charente | 9,21             | 200 (2013)                        | 22                 |

Le chef-lieu de la commune est établi à Montchaude.

### Liste des maires
| Période        | Période  | Identité         | Étiquette | Qualité               |
| -------------- | -------- | ---------------- | --------- | --------------------- |
| 4 janvier 2016 | En cours | Frédéric Bergeon |           | Conducteur de travaux |

## Population et société

### Démographie
L'évolution du nombre d'habitants est connue à travers les recensements de la population effectués dans la commune depuis sa création.

En 2022, la commune comptait 725 habitants, en évolution de −0,41 % par rapport à 2016 (Charente : −0,48 %, France hors Mayotte : +2,11 %).
| 2018 | 2022 |
| ---- | ---- |
| 716  | 725  |

## Culture locale et patrimoine

### Lieux et monuments
- L'église paroissiale Saint-Saturnin était un ancien prieuré de Bénédictins. L'édifice a été construit aux XIIe et XIIIe siècles et restauré au XIXe siècle[14].
- L'église paroissiale Saint-Cybard, reconstruite, date de 1895. Elle possède un important mobilier répertorié[15],[16].
- La chapelle Saint-Mathurin.
- Le château de Montchaude est une des deux perles de la Renaissance en Charente, avec La Rochefoucauld. Reconstruit au XVIe siècle à l'initiative de la famille Saint-Gelais puis très largement remanié au XIXe siècle par Louis Arnoux, député de Barbezieux. C'est une propriété privée.

- L'étang de la Vergne, aux eaux turquoise, offre une baignade non surveillée, ouverte du 1er juin au 31 août. En 2011, c'est l'un des 17 lieux de baignade agréés du département. Propriété communale, la pêche y est interdite[17].

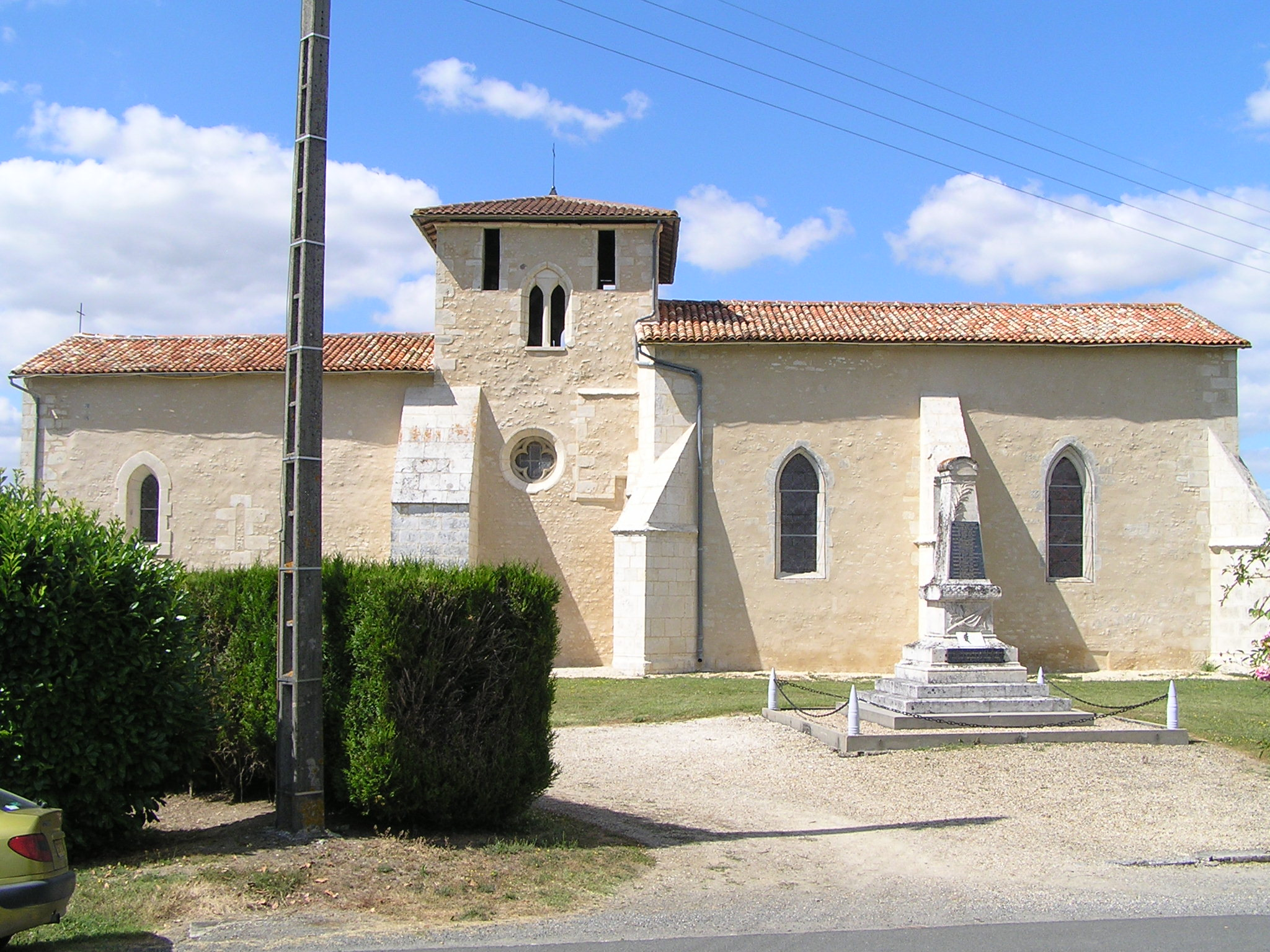
Vue générale de l'église Saint-Saturnin.
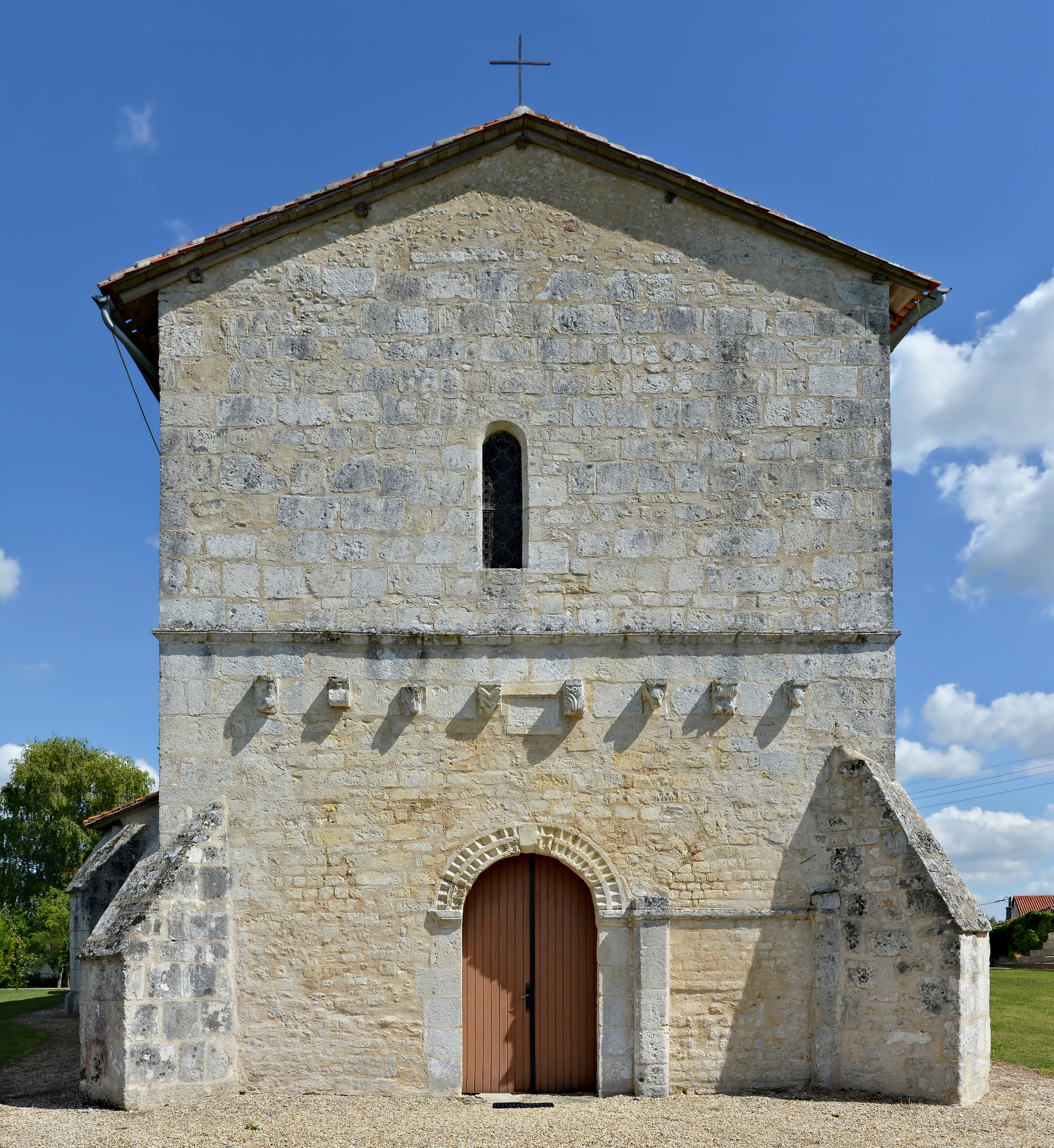
Façade de l'église Saint-Saturnin.
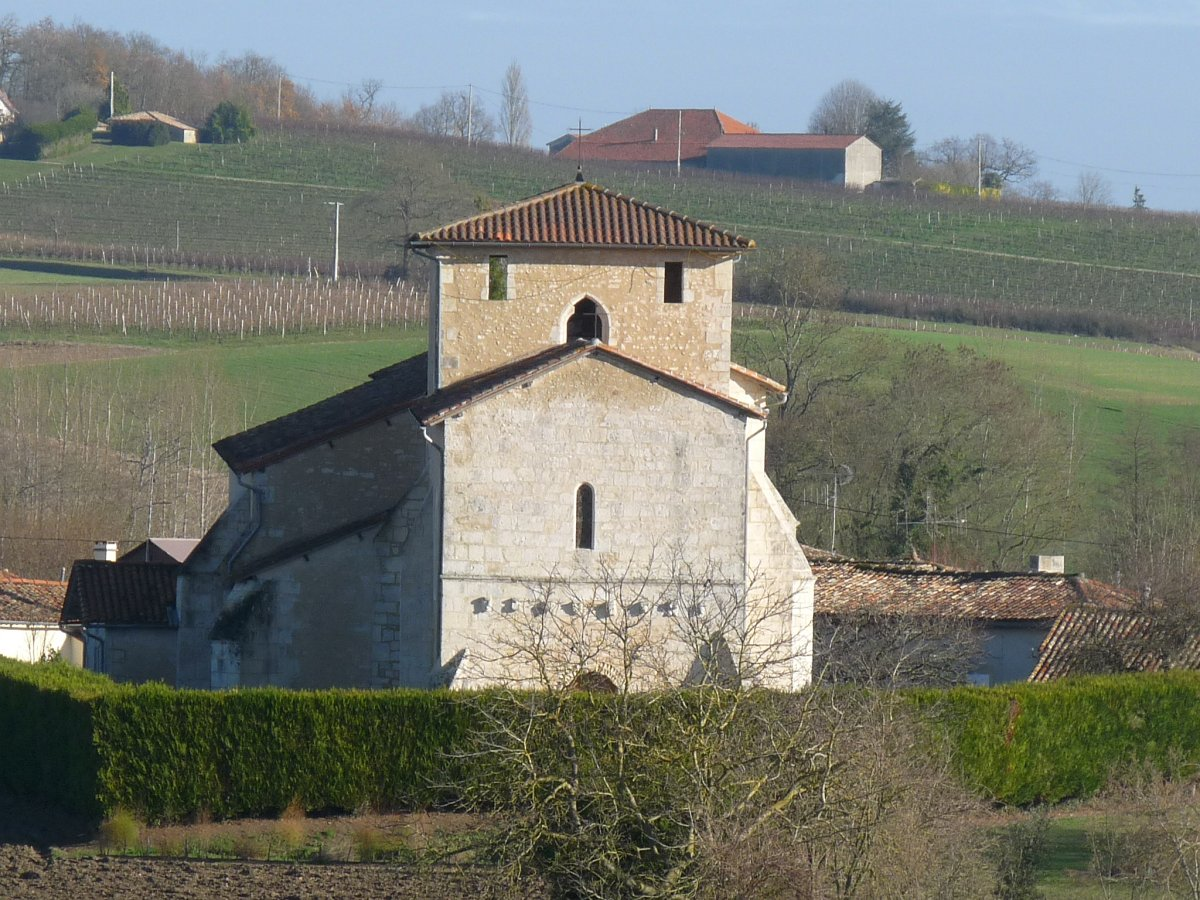
Vue de l'ouest de l'église Saint-Saturnin.
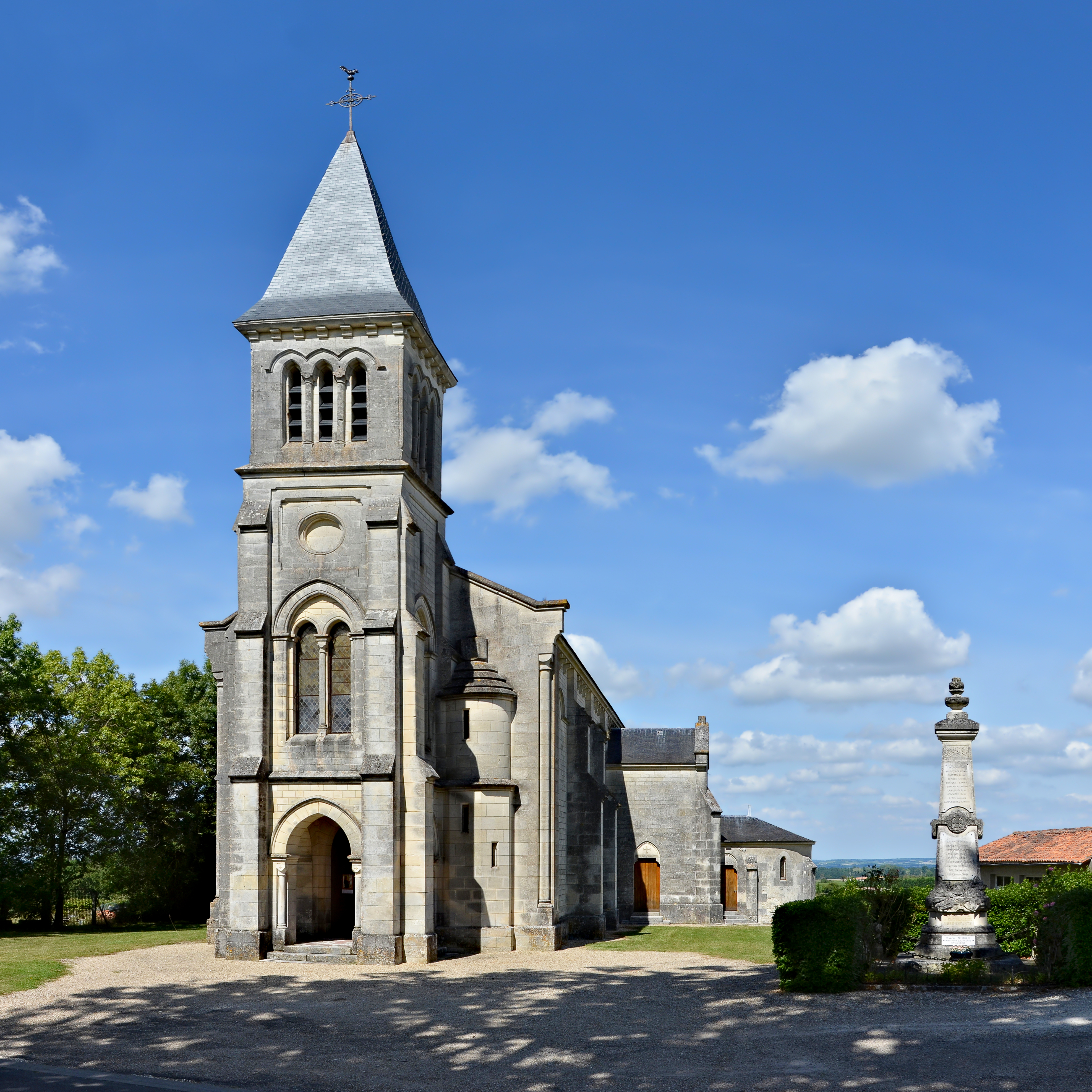
L'église Saint-Cybard.
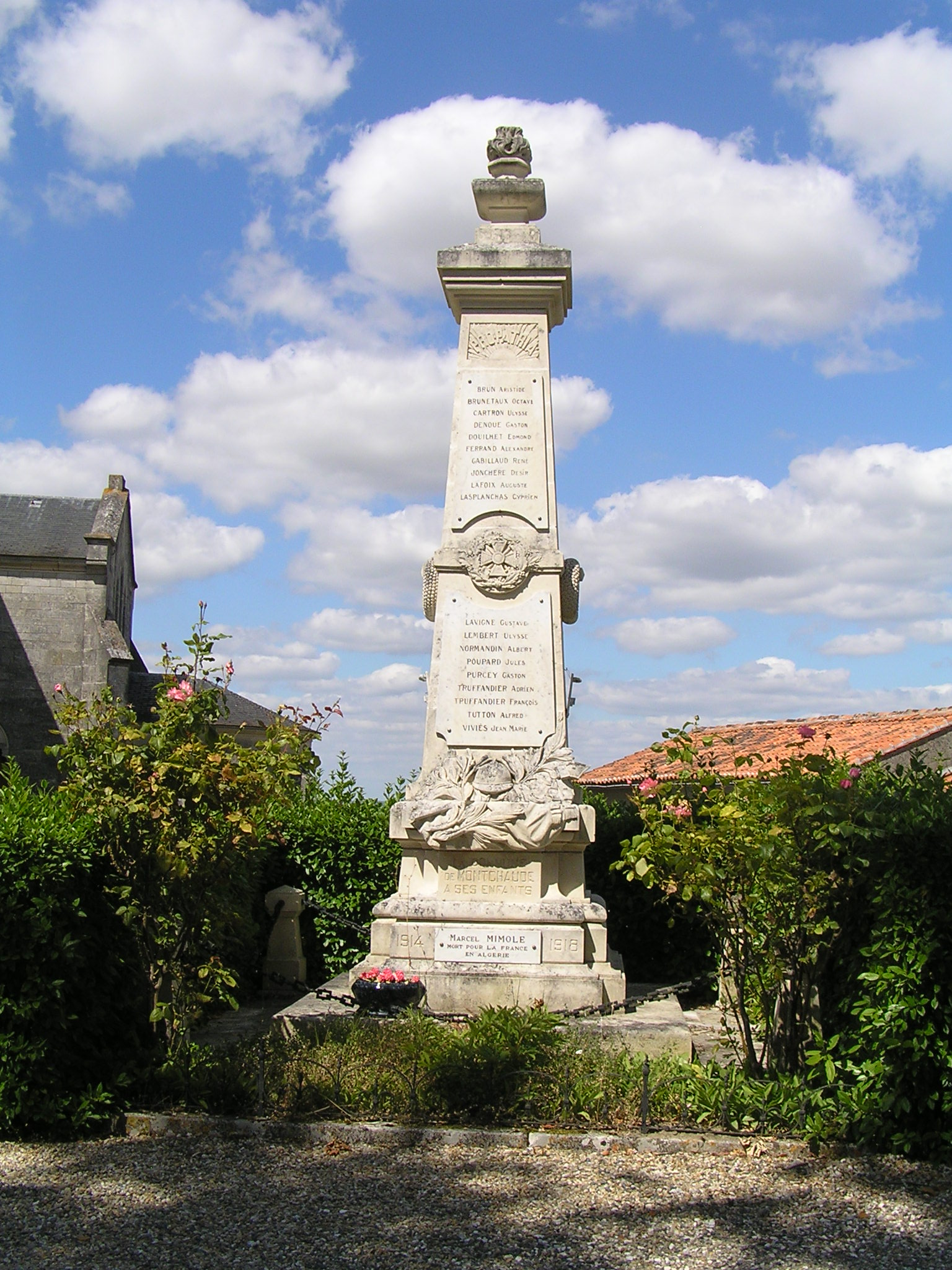
Le monument aux morts de Montchaude.
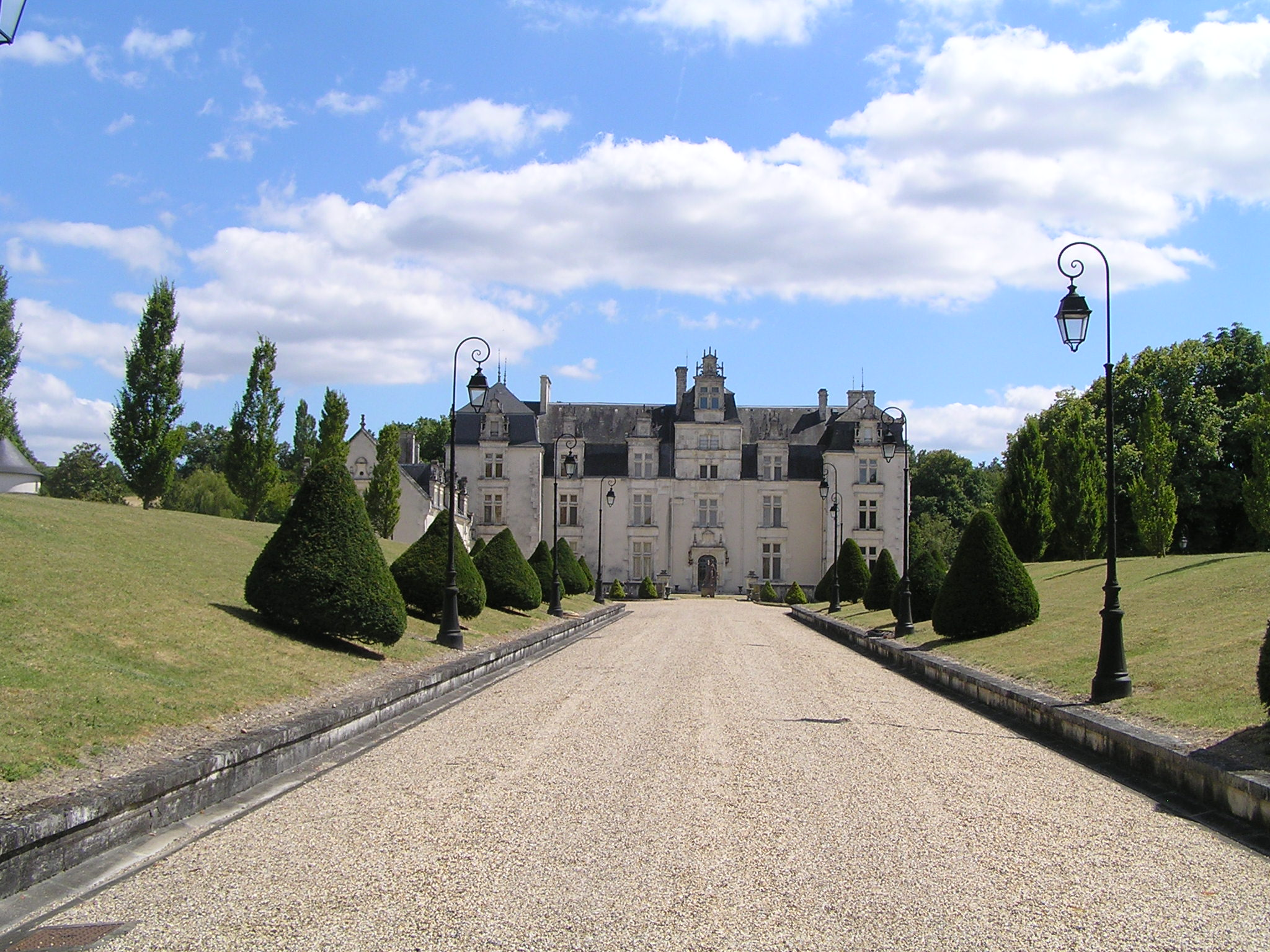
L'entrée du château de Montchaude.

### Héraldique
| Blason de Montmérac | Blason  | Parti : au 1er d'azur à la croix alésée d'argent, au 2e de sinople à la grappe de raisin d'or, le tout sommé d'un chef de gueules chargé d'un rudiste d'or accosté de deux fleurs d'orchidée du même. Devise / CriMonte calcio Lamarioco |
| Blason de Montmérac | Détails | Création originale Michel Monestier 2016. Adopté par délibération municipale le 29 mars 2017. |